# (8866) Tanegashima
(8866) Tanegashima est un astéroïde de la ceinture principale.

## Description
(8866) Tanegashima est un astéroïde de la ceinture principale. Il fut découvert le 26 janvier 1992 à Kagoshima par Masaru Mukai et Masanori Takeishi. Il présente une orbite caractérisée par un demi-grand axe de 3,11 UA, une excentricité de 0,17 et une inclinaison de 11,6° par rapport à l'écliptique.

## Compléments